# 東宝スタジオ

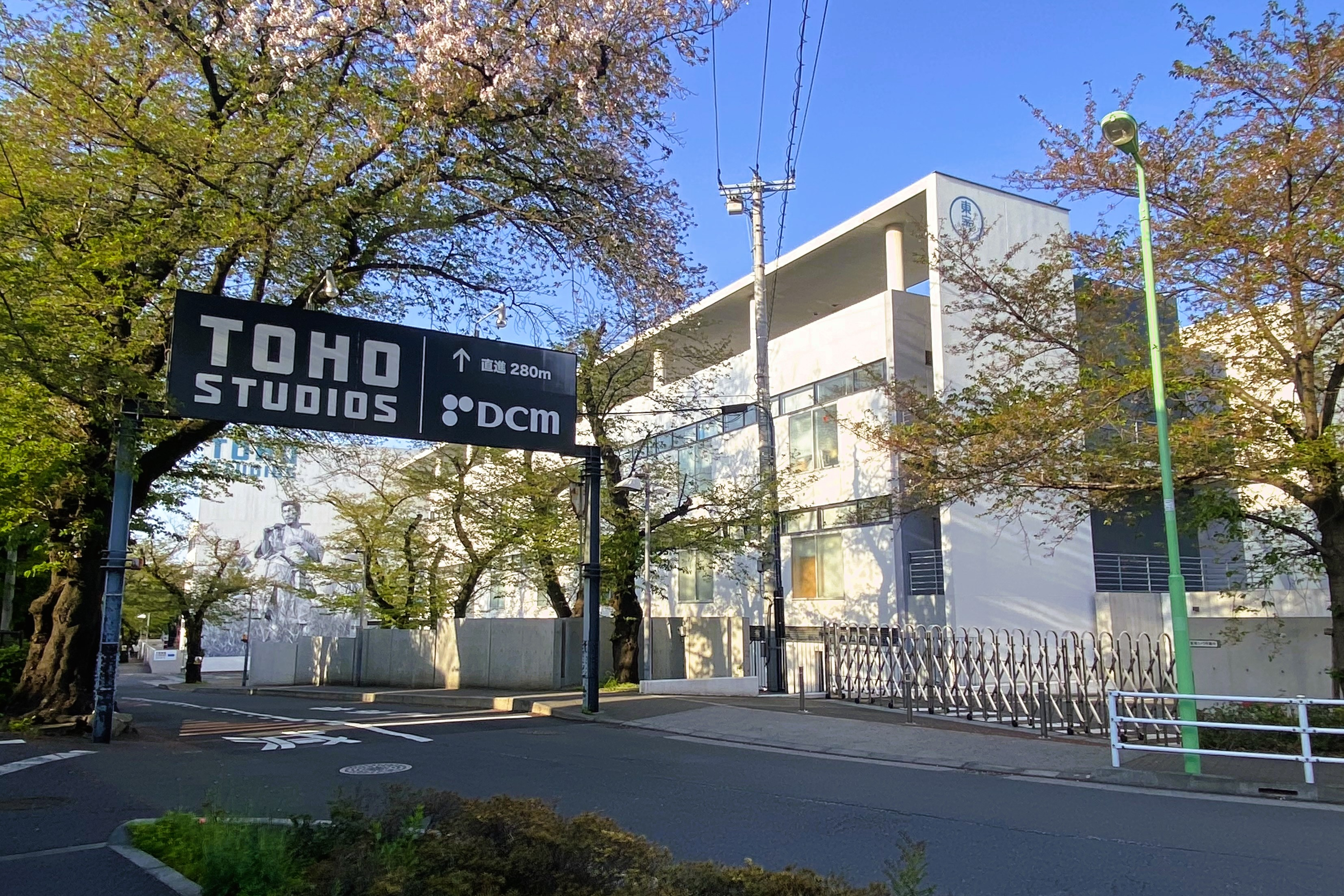
メインゲート前の壁画とゴジラ像

東宝スタジオ（とうほうスタジオ）は、日本のスタジオである。東京都世田谷区成城・砧にある東宝の映画・テレビのスタジオであることから、かつての通称「東宝撮影所（とうほうさつえいじょ）」、「砧撮影所（きぬたさつえいじょ）」で呼ばれることもある。ちなみに映像業界内で単に“東宝”に行く・いる・で撮影しているなどと言った場合、このスタジオのことを指す。
日本国内の撮影スタジオでは最大規模であり、東映京都撮影所・東映東京撮影所・日活撮影所・角川大映撮影所などと並び日本の映像業界を代表する撮影スタジオである。

## 歴史
- 1932年（昭和7年）
  - 6月1日 - 写真化学研究所（PCL）が同地に映画スタジオを竣工、「ピー・シー・エル映画製作所」とした[2]。当初は録音専門のスタジオであったが、1933年（昭和8年）、『音楽喜劇 ほろよひ人生』を皮切りに自主製作に踏み切る[2]。
  - 8月12日 - 東京宝塚劇場が発足。
  - 10月25日 - 第1ステージ、第2ステージが完成。
- 1933年（昭和8年）12月5日 - ピー・シー・エル映画製作所設立。
- 1934年（昭和9年）12月 - 東宝現像所が発足。
- 1936年（昭和11年）
  - 4月 - 第3ステージ、第4ステージ完成。
  - 7月 - 東宝現像所に2階が増設される。
- 1937年（昭和12年）
  - 8月26日 - 写真化学研究所、ピー・シー・エル映画製作所、東宝映画配給、J.O.スタヂオが合併して東宝映画となる。これに伴い、写真化学研究所、ピー・シー・エル映画製作所が東宝映画東京撮影所に、J.O.スタヂオが東宝映画京都撮影所と改称される。同時に研究所が東宝技術研究所と名称を変更する。
  - 9月10日 - 第5ステージ、第6ステージ、第7ステージを建設[2]。旧No.5・6ステージ

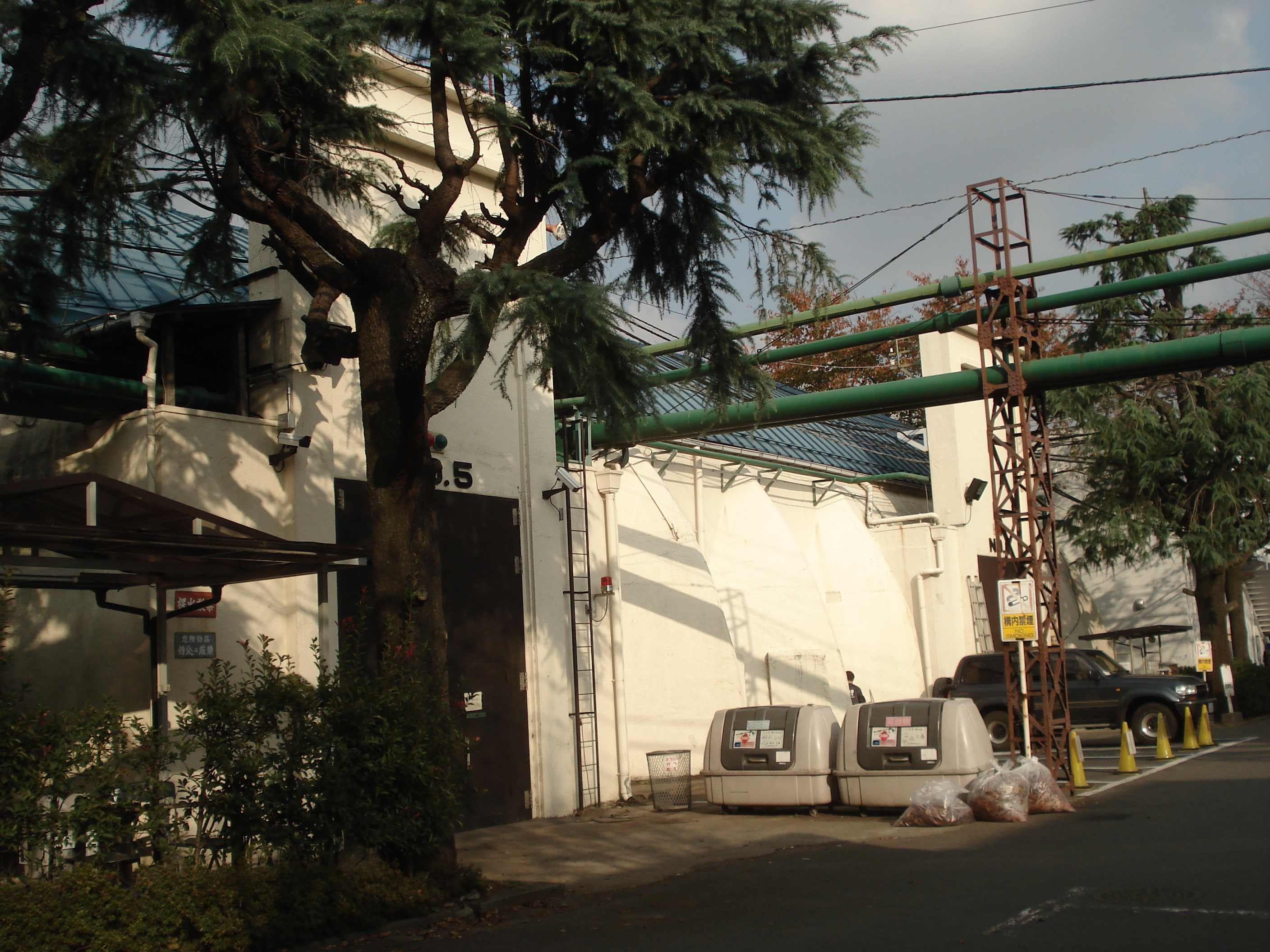
旧No.5・6ステージ

  - 11月30日 - 第5ステージ、第6ステージ、第7ステージが完成（2002年に解体）。
- 1938年（昭和13年）2月 - 今井映画製作所を東宝映画京都撮影所へ吸収。
- 1939年（昭和14年） - 東宝映画第二撮影所が新設される。
- 1941年（昭和16年）
  - 9月19日 - 東宝映画京都撮影所が閉鎖され、東宝映画東京撮影所が砧撮影所と名称を変更する。
  - 10月24日 - 東京発声映画製作所と南旺映画と大宝映画が東宝映画に合併。
- 1943年（昭和18年）12月10日 - 東宝映画が東京宝塚劇場と合併して、東宝となる。
- 1946年（昭和21年）
  - 2月17日 - 現業重役制を廃止し新たに経営担当者制を布く為、岡庄五が所長に就任。
  - 3月 - 第1次東宝争議発生。
  - 10月 - 第2次東宝争議発生。
- 1947年（昭和22年）3月25日 - 東宝映画第二撮影所が新東宝映画製作所として新たに発足する。
- 1948年（昭和23年）
  - 4月15日 - 第3次東宝争議発生。
  - 4月25日 - 新東宝映画製作所が新東宝と改名し株式会社化。
  - 8月19日 - 東宝争議に関して会社側の仮処分申請が認められる。争議団の撮影所籠城に対し、武装警官やアメリカ軍が戦車などを交えて包囲[3]。
- 1950年（昭和25年）
  - 1月14日 - 自主製作再開[4]。
  - 5月17日 - 第4次東宝争議発生。
  - 12月25日 - 企画本部が設置され佐々木茂索が委員長に就任。
  - 12月29日 - 4年9カ月続いた東宝争議が終わる。
- 1951年（昭和26年）
  - 2月26日 - 森岩雄が最高顧問として復帰し、また所長に森田信義が就任。これにより砧撮影所は東宝撮影所と名称を変更する。
  - 7月15日 - 所長の森田が交通事故で死去（享年53歳）。東宝社長の小林富佐雄が所長代行を務める。
- 1952年（昭和27年）
  - 1月25日 - 雨宮恒之が所長に就任。
  - 5月27日 - 東京映画が発足する。
  - 8月1日 - 企画本部が廃止され、製作本部となり森岩雄が本部長に就任。
- 1954年（昭和29年）9月17日 - 小プールが完成。
- 1955年（昭和30年）
  - 3月 - 第8ステージ、第9ステージが完成[2]。
  - 9月20日 - 所長制を廃止し支配人制となる。また藤本真澄が製作本部長に就任。
- 1956年（昭和31年）11月15日 - 製作部に特殊技術課が新設される[5]。
- 1957年（昭和32年）
  - 9月12日 - ダビングビル・東宝ダビングが完成。
  - 10月11日 - 新本館ビル完成（世田谷で初のエレベータービル）。
- 1959年（昭和34年）
  - 1月26日 - 東宝現像所がキヌタ・ラボラトリーと改名して独立株式会社化。
  - 3月1日 - 所長制復活。
- 1960年（昭和35年）2月19日 - 井上泰幸設計の広さ3,000坪の特撮専用の大プールが完成[6][4][7]。
- 1961年（昭和36年）
  - 7月15日 - 第11ステージと特技センターの建設が始まる。
  - 8月1日 - 東宝技術研究所が設立[4][2]。
  - 8月31日 - 新東宝が倒産。
- 1962年（昭和37年）
  - 5月29日 - 特撮専用の第11ステージが完成[4][8]。
  - 6月14日 - 特殊技術課棟の特技センターが完成[4][9]。
- 1969年（昭和44年）3月25日 - 西野一夫が支配人に就任。
- 1970年（昭和45年）
  - 1月25日 - 特技監督の円谷英二が死去（享年69歳）[4]。
  - 3月1日 - 職制一部変更、特殊技術課が解散[4][10]。小プール及び第11ステージも解体[4][8]。コンピューター室が新設され、ビデオカセット事業部をビデオカセット部と改称、新たに総務室、美術部、映像事業部、管財部、機材部を新設。
  - 3月31日 - 東宝美術が発足。
  - 4月4日 - 製作総務室、映画企画部を廃止し企画室を新設。
- 1971年（昭和46年）
  - 4月1日 - 映像事業部を廃止し東宝映像が発足[4]。
  - 11月8日 - 東宝映画が発足[4]。
  - 11月18日 - 東宝スタジオと名称を変更し[4]、もっぱら貸しスタジオとなる。製作部、芸能部を廃止し契約管理室を新設。
  - 12月27日 - 東宝企画が発足。
- 1972年（昭和47年）3月 - 小プール及び第11ステージ跡地に成城東宝ボウルとその駐車場がオープン。
- 1973年（昭和48年）11月16日 - キヌタ・ラボラトリーが光映新社と名称を変更しラボ作業を取りやめ機材会社となる。
- 1974年（昭和49年）5月13日 - 『ノストラダムスの大予言』の特撮場面の収録中火災が発生し、第7ステージが全焼[11]。
- 1975年（昭和50年）
  - 3月1日 - 成城東宝ボウルの建物が東宝日曜大工センター成城店として再オープン。
  - 5月 - 撮影設備の近代化の一環として、フロント・プロジェクターを導入[4]。
- 1977年（昭和52年）2月 - 東宝技術研究所が解散[2]。閉鎖された建物は東京映画の撮影所となる。
- 1980年（昭和55年）11月12日 - 東京ディズニーランド建設協力のため、組立作業所開設。
- 1983年（昭和58年）8月25日 - 東京映画がさらに規模を縮小して東京映画新社となり、本社を有楽町に移転。
- 2001年（平成13年）6月30日 - 特技ルームが解体[12]。
- 2002年（平成14年） - 第7ステージが解体。
- 2003年（平成15年） - 総額50億円をかけてスタジオ第1次改造計画を開始。スタジオ・施設の増改築やポストプロダクション施設の最新化を進める。まず新No.7ステージ建設に着手。
- 2004年（平成16年）9月7日 - 『ゴジラ FINAL WARS』の最後のシーンの撮影が特撮専用の大プールで行われ、老朽化と改造計画の対象の為、取り壊しが決定した大プールでの最後の撮影となった[13]。
- 2005年（平成17年） - 特撮専用の大プール跡地に撮影専用の新No.11ステージ、No.12ステージが完成[14]。スタジオの運営を新規設立の子会社「株式会社東宝スタジオサービス」に移管する。
- 2006年（平成18年）
  - 第10ステージが解体。
  - 新No.10ステージ及びキャストルーム・カフェテリアの集合棟・アクターズセンターとスタッフルームの集合棟・プロダクションセンターが完成。
- 2007年（平成19年）8月9日 - メインゲートとオフィスセンターが完成。ゲート外観の左壁面には「七人の侍」の壁画が描かれ、脇にはゴジラのブロンズ像がある。
- 2008年（平成20年）
  - 1月 - 新No.3ステージ、No.4ステージが完成。
  - 6月 - 第1次スタジオ改造計画完了。6つの新ステージと5つの施設が完成。
- 2009年（平成21年）
  - 1月14日 - 第2次スタジオ改造計画が発表された。新たに2つの新ステージとポストプロダクションセンター、スタッフルーム棟2棟の建設が発表された。
- 2010年（平成22年）
  - 2004年から始まったスタジオ改造計画により、第1ステージ、第2ステージ、第5ステージ、第6ステージ解体。
  - 1月31日 - 東宝日曜大工センター成城店が閉店[注釈 1]。
  - 9月 - 新No.5ステージ、No.6ステージ、新東宝ポストプロダクションセンターが完成。2003年から始まったスタジオ改造計画が完了し、新たにステージ8棟・スタッフルーム棟2棟・キャストルーム棟・装飾棟・大道具棟などを建設。スタジオの内の建物の90％以上が建て替えられた。計画費は一次段階と合わせた総工費は約100億円。
- 2011年（平成23年）
  - 本館ビル及び第1ステージ、第2ステージが解体。同地は、現在サミット成城店となっている。
  - 4月 - ポストプロダクションセンター2がリニューアルオープン。
- 2014年（平成26年）6月5日 - ゴジラの巨大壁画完成[18]。
- 2016年（平成28年）6月 - No.7ステージがリニューアル。
- 2020年（令和2年）12月1日 - 東宝映画が東宝スタジオサービスを吸収合併しTOHOスタジオ株式会社となる。当該会社が撮影所管理とプロダクションの両方を行う。
- 2021年（令和3年）4月 - Netflixとレンタル契約を結ぶ。No.7ステージとNo.10ステージを専用ステージとし、日本オリジナル実写コンテンツの製作拠点とする。
- 2023年（令和5年）12月1日 - 同年11月30日で事業を終了した「東京現像所」の各種業務を継承する。ポストプロダクションセンター内に後継施設「HIGH-RESOLUTION BASE」を新設。DI・DCPマスターの作成および映像素材のアーカイブサービスを行う。
- 2024年（令和6年）11月29日 - 2030年度までの東宝スタジオ内24/7カーボンフリー電力化を目指してJERAの子会社であるJERA CrossとオフサイトPPA契約を締結し、袖ケ浦火力発電所構内に設置された水素発電機と関東地方各地に設置された太陽光発電所からの電力供給に切り替えた[19][20]。

## 施設・サービス
約79,000m2（約24,000坪）の敷地内に撮影用ステージ10棟（8棟の映画・テレビ用ステージと2棟のCM専用ステージ（スチールスタジオ完備）があり、2棟のポストプロダクションスタジオ、大道具関連会社2社と塗装会社、衣装会社（東宝コスチューム）、特殊造形会社（メイクアップディメンションズ）の入る大道具棟、美術小道具会社（東宝映像美術）と以下の施設がある。

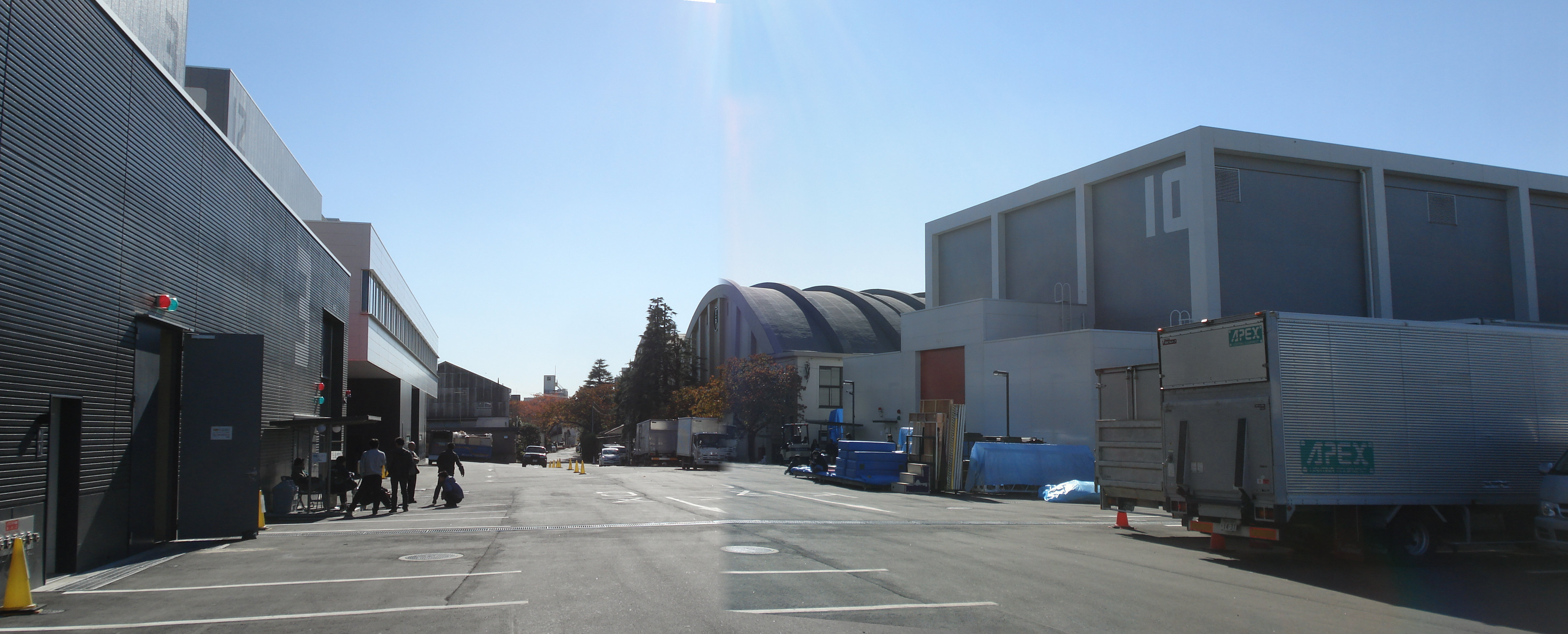
No3付近より旧本館方面を望む

「オフィスセンター」東宝関連4社が事務所をもつ（公式ページ参照）。

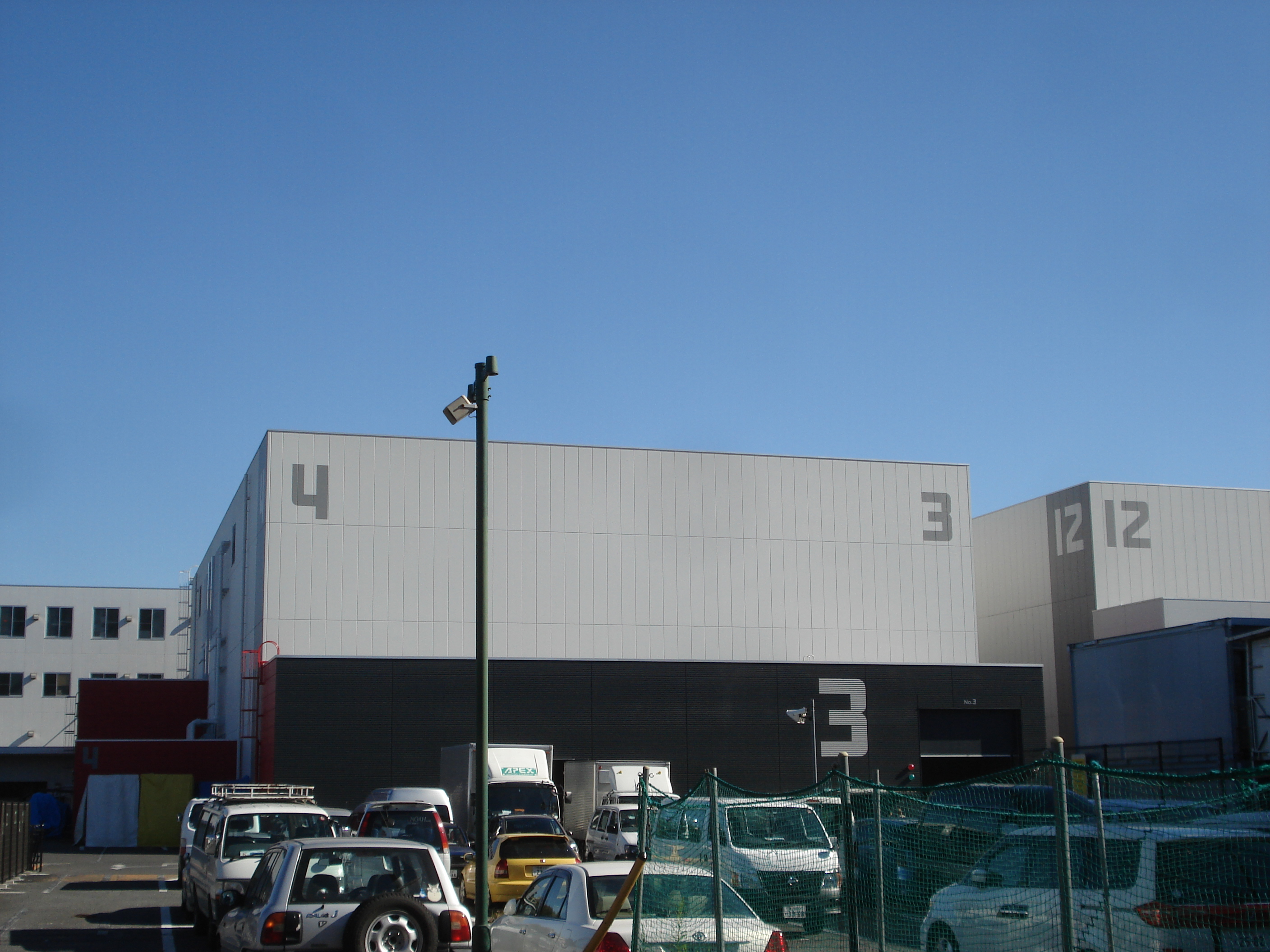
最新のNo.3.4ステージ

映画用の8番9番ステージの床面積は32×41.4メートル、1,325平方メートル（402坪）。

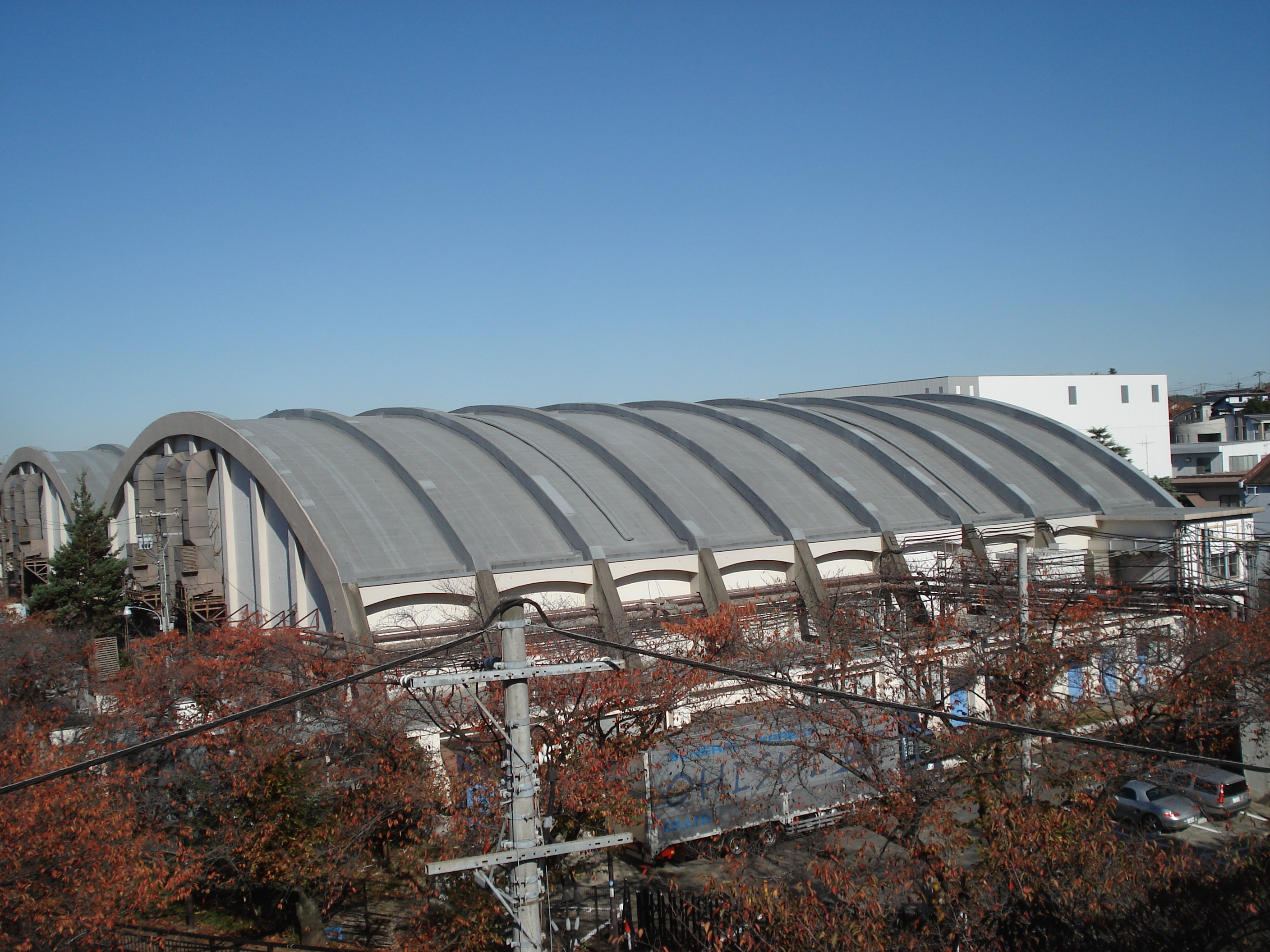
No.8.9ステージの屋根

「アクターズセンター」は、35部屋のキャストルーム（控え室）、7列1部屋のメイクルーム、5部屋の衣装部屋、フィッティングルーム、リハーサルルーム、約80人収容の会議室（面積138m2）、130席のカフェテリアを備える。
「プロダクションセンター」は、38部屋のスタッフルーム（事務所用の貸部屋）、14部屋の作品倉庫（貸倉庫）を備える。
2008年完成の大道具棟にはスタッフルーム等の他にシャワールーム、更衣室、ランドリーがあり、スタジオに入る作品のスタッフは自由に利用できる。撮影用の照明機材、特機等も一部だがレンタル可能である。
アクターズセンター・プロダクションセンター・オフィスセンターは、2008年度グッドデザイン賞受賞。
2009年からの第2次スタジオ改造計画により映画用の1番・2番ステージとその間の技術課棟と5番・6番ステージが解体され、2010年夏に新5番・6番ステージに生まれ変わった。
スタジオの主要施設内は、基本的には個人見学などは受け付けておらず、一般・部外者の立ち入りも原則禁止である。ただし、団体見学については事前に申し込めば行える場合もあるほか、不定期にスタジオを見学できるイベントも実施されている。

### 過去に存在した施設
大プール
1960年から2004年まで存在した特撮用のプール。映画『ハワイ・ミッドウェイ大海空戦 太平洋の嵐』（1961年）での真珠湾セット撮影のため、約1,500万円の建設費を投じて建設された。建設当時は世界最大となる総面積約1万平方メートルであったが、映画業界の不況を受け約4,000平方メートルに縮小された。ホリゾントは長さ84メートル、高さ13メートル。
戦記映画や怪獣映画など数々の特撮作品で使用されたが、近年は海上シーンなどをCGで表現する事が定着し特撮（ミニチュア撮影）などの需要減少や第1次スタジオ改造計画に伴い2004年に解体された。
『ゴジラvsビオランテ』（1989年）の撮影では、ゴジラが熱線を吐くシーンの爆破により老朽化で生じていたヒビが広がり、修理が行われるまで数日間水が流出する事態となった。
現在は10番ステージの北側に小プール（10メートル×10メートル・深さ3メートル）がある他、7番ステージ床下に収納式のプールがある。

## おもなフィルモグラフィ

### 戦前
- 1933 『ほろよひ人生』
- 1934 『エノケンの青春酔虎伝』
- 1935 『妻よ薔薇のやうに』 、『噂の娘』
- 1937 『エノケンのちゃっきり金太』、 『女人哀愁』、『良人の貞操』、『人情紙風船』、『禍福』、『母の曲』
- 1938 『綴方教室』、『藤十郎の恋』、『鶴八鶴次郎』
- 1939 『まごころ』、『忠臣蔵』、『白蘭の歌』、『越後獅子祭』、『上海陸戦隊』
- 1940 『支那の夜』、『エノケンの孫悟空』、『蛇姫様』、『燃ゆる大空』、『熱砂の誓ひ』
- 1941 『馬』、『川中島合戦』、『指導物語』
- 1942 『ハワイ・マレー沖海戦』、『婦系図』
- 1943 『阿片戦争』、『姿三四郎』、『伊那の勘太郎』
- 1944 『一番美しく』

### 戦後 1940年代
- 1945 『続姿三四郎』
- 1946 『わが青春に悔なし』
- 1947 『素晴らしき日曜日』、『銀嶺の果て』
- 1948 『酔いどれ天使』
- 1949 『青い山脈』、『野良犬』

### 1950年代
- 1950 『暁の脱走』、『また逢う日まで』
- 1951 『めし』
- 1952 『虎の尾を踏む男達』、『生きる』
- 1953 『妻』、『太平洋の鷲』
- 1954 『七人の侍』、『宮本武蔵』、『ゴジラ』、『山の音』
- 1955 『浮雲』、『ゴジラの逆襲』、『ジャンケン娘』、『生きものの記録』
- 1956 『白夫人の妖恋』、『空の大怪獣ラドン』、『流れる』
- 1957 『蜘蛛巣城』、『大番』、『雪国』、『どん底』、『地球防衛軍』
- 1958 『無法松の一生』、『美女と液体人間』、『喜劇 駅前旅館』、『大怪獣バラン』、『裸の大将』、『隠し砦の三悪人』
- 1959 『社長太平記』、『独立愚連隊』、『日本誕生』、『宇宙大戦争』

### 1960年代
- 1960 『電送人間』、『ハワイ・ミッドウェイ大海空戦 太平洋の嵐』、『悪い奴ほどよく眠る』、『独立愚連隊西へ』、『ガス人間第一号』
- 1961 『用心棒』、『大学の若大将』、『モスラ』、『世界大戦争』
- 1962 『椿三十郎』、『妖星ゴラス』、『日本一の若大将』、『ニッポン無責任時代』、『キングコング対ゴジラ』
- 1963 『社長漫遊記』、『太平洋の翼』、『天国と地獄』、『マタンゴ』、『ハワイの若大将』、『江分利満氏の優雅な生活』、『海底軍艦』
- 1964 『モスラ対ゴジラ』、『君も出世ができる』、『日本一のホラ吹き男』、『三大怪獣 地球最大の決戦』
- 1965 『怪談』、『赤ひげ』、『日本一のゴマすり男』、『太平洋奇跡の作戦 キスカ』、『フランケンシュタイン対地底怪獣』、『大冒険』、『怪獣大戦争』、『エレキの若大将』
- 1966 『フランケンシュタインの怪獣 サンダ対ガイラ』、『ゴジラ・エビラ・モスラ 南海の大決闘』
- 1967 『殺人狂時代』、『日本のいちばん長い日』、『怪盗ジバコ』、『乱れ雲』
- 1968 『首』、『怪獣総進撃』
- 1969 『俺たちの荒野』、『緯度0大作戦』、『華麗なる闘い』、『日本海大海戦』

### 1970年代
- 1971 『どですかでん』、『血を吸う眼』、『ゴジラ対ヘドラ』、『激動の昭和史 沖縄決戦』
- 1972 『忍ぶ川』
- 1973 『日本沈没』
- 1974 『華麗なる一族』、『血を吸う薔薇』、『ノストラダムスの大予言』、『伊豆の踊子』
- 1975 『青春の門』、『東京湾炎上』
- 1976 『犬神家の一族』、『大空のサムライ』
- 1977 『八甲田山』
- 1978 『聖職の碑』、『ブルークリスマス』
- 1979 『あゝ野麦峠』

### 1980年代
- 1980 『影武者』
- 1981 『青春グラフィティ スニーカーぶる〜す』、『ブルージーンズメモリー』、『連合艦隊』、『駅 STATION』
- 1982 『幻の湖』、『海峡』
- 1983 『細雪』、『プルメリアの伝説』
- 1984 『さよならジュピター』、『夏服のイヴ』、『ゴジラ』
- 1985 『カリブ・愛のシンフォニー』、『乱』、『ビルマの竪琴』、『夜叉』、『雪の断章 -情熱-』
- 1986 『恋する女たち』
- 1987 『映画女優』、『竹取物語』
- 1989 『あ・うん』

### 1990年代
- 1991 『ゴジラvsキングギドラ』
- 1992 『ゴジラvsモスラ』
- 1993 『まあだだよ』
- 1994 『ラストソング』
- 1995 『四十七人の刺客』、『渚のシンドバッド』
- 1996 『八つ墓村』
- 1997 『誘拐』、『ラヂオの時間』
- 1998 『絆-きずな-』、『踊る大捜査線 THE MOVIE』
- 1999 『催眠』

### 2000年代
- 2000 『ホワイトアウト』
- 2001 『サトラレ』、『冷静と情熱のあいだ』
- 2002 『模倣犯』、『竜馬の妻とその夫と愛人』、『ゴジラ×メカゴジラ』
- 2003 『スパイ・ゾルゲ』、『踊る大捜査線 THE MOVIE2』、『g@me.』、『阿修羅のごとく』
- 2004 『ゴジラ FINAL WARS』、『世界の中心で、愛をさけぶ』、『笑の大学』、『赤い月』
- 2005 『交渉人 真下正義』、『容疑者 室井慎次』、『タッチ』、『春の雪』、『ALWAYS 三丁目の夕日』
- 2006 『THE 有頂天ホテル』、『県庁の星』、『LIMIT OF LOVE 海猿』、『日本沈没』
- 2007 『犬神家の一族』、『愛の流刑地』、『それでもボクはやってない』、『アンフェア』、『眉山』、『そのときは彼によろしく』、『舞妓Haaaan!!!』、『西遊記』『HERO』、『ALWAYS 続・三丁目の夕日』、『椿三十郎』、『マリと子犬の物語』
- 2008 『真夏のオリオン』、『BALLAD 名もなき恋のうた』、『ジェネラル・ルージュの凱旋』
- 2009 『なくもんか』、『ゼロの焦点』、『僕の初恋をキミに捧ぐ』、『SPACE BATTLESHIP ヤマト』

### 2010年代
- 2010 『SP THE MOTION PICTURE 野望篇』、『SP THE MOTION PICTURE 革命篇』、『ゴールデンスランバー』、『岳 -ガク-』
- 2011 『ひみつのアッコちゃん』、『BRAVEHEARTS 海猿』、『あなたへ』、『鍵泥棒のメソッド』、『麒麟の翼』
- 2012 『テルマエ・ロマエ』、『踊る大捜査線 THE FINAL 新たなる希望』、『ツナグ』、『今日、恋をはじめます』、『東京家族』
- 2013 『カノジョは嘘を愛しすぎてる』、『劇場版 SPEC〜結〜 漸ノ篇/爻ノ篇』[26]
- 2014 『寄生獣』、『テルマエ・ロマエⅡ』
- 2015 『ジョーカー・ゲーム』、『寄生獣 完結編』、『イニシエーション・ラブ』、『幕が上がる』
- 2016 『高台家の人々』
- 2017 『帝一の國』
- 2018 『ニセコイ』
- 2019 『マスカレード・ホテル』、『アルキメデスの大戦』